# Bomberman Land 2
Bomberman Land 2 es un videojuego lanzado en 2003, desarrollado por Racjin y publicado por Hudson Soft. El juego fue solamente lanzado en Japón.

## Argumento
Un día, Bombermen fue invitado al parque temático nuevamente abierto de la tierra de Bomberman por el encargado del parque. La meta del jugador es recoger 125 pedazos de BOMPAD obtenidos con las aventuras dentro del parque.

## Juegos adicionales
Además de minijuegos dentro de la historia principal, hay otros minijuegos:
- Survival Bomberman - Un RPG de acción
- Bomberman Kart - un subconjunto del videojuego Bomberman Kart
- Bomberman Battle - La demolición de multijugador destacada en la mayoría de los Bomberman. Nuevos modos de juego incluyendo batalla Estrella.
- Samegame - Samegame de temática Bomberman.
- Panic Bomber - Una variante de Super Bomberman Panic Bomber World. Hasta 4 personas pueden jugar al mismo tiempo.

## Características de GameCube
Al conectar Game Boy Advance con la versión de GameCube del juego, 10 minijuegos se pueden transferir y jugar en Game Boy Advance.